# Tiéman Hubert Coulibaly
Pour les articles homonymes, voir Coulibaly.
 (août 2020).
 (août 2020).
Si vous disposez d'ouvrages ou d'articles de référence ou si vous connaissez des sites web de qualité traitant du thème abordé ici, merci de compléter l'article en donnant les références utiles à sa vérifiabilité et en les liant à la section « Notes et références ».
Tiéman Hubert Coulibaly est un homme politique malien, ministre des Affaires étrangères et de la Coopération internationale du Mali de 2012 à 2013 puis ministre des domaines de l’État et des affaires foncières dans le gouvernement de Oumar Tatam Ly, ministre de la Défense entre 2015 et 2016 et de nouveau ministre des Affaires étrangères et de la Coopération internationale de 2017 à 2018. 

## Biographie
Natif de Bamako, il est diplômé de l’Université Jean-Monnet-Saint-Étienne et de l’université de Grenoble 3 Stendhal. 
Il entre en politique assez tôt en militant à l’Union des étudiants communistes à Saint-Étienne. Il poursuivra au Parti Socialiste français notamment avec un passage au Club Convaincre qui rassemblait les sympathisants et amis de Michel Rocard. C’est aussi à cette période qu’il crée avec d’autres étudiants l’association des étudiants maliens de Saint-Étienne.
C’est en 1994 qu’il entame son parcours au sein de l’UDD alors présidé par son père Moussa Balla Coulibaly. Son parcours politique le conduit successivement à l'animation des comités, des sous-sections, puis de la section de la commune V de Bamako et de la section de Diéma dans la région de Kayes. Il sera candidat malheureux pour le siège de député de Diéma en 2007. 
Ayant accédé au Conseil Exécutif du parti lors du Congrès de 2003 comme deuxième adjoint au Secrétaire général, il en devient le Secrétaire général en 2007 avant d’être élu Président du parti lors du Congrès de 2010. Il succède ainsi au Dr Issa Paul Diallo qui a dû achever le mandat de Me Hassan Barry nommé ambassadeur du Mali en Guinée. 
Il a travaillé parallèlement à ses activités politiques chez Panafcom Mali, première agence conseil privée d’Afrique de l’Ouest et du Centre, affiliée au réseau mondial Young & Rubicam, avant de fonder Stellis Communication en 2006.
Il est limogé de son poste de ministre de la Défense le 3 septembre 2016, après un raid mené par des djihadistes sur la ville de Boni. 
Renommé ministre des Affaires étrangères et de la Coopération internationale en 2017, il est remplacé à ce poste le 9 septembre 2018 par Kamissa Camara. Reconnu pour être un fin connaisseur des rouages de la diplomatie et de ses enjeux internationaux, l’ancien diplomate en chef, Tiéman Hubert Coulibaly a été choisi pour conduire du 27 février au 6 avril, la mission d'évaluation électorale de l'OIF (Organisation internationale de la francophonie), dans le cadre des élections présidentielles aux Comores.
Le 25 juillet 2022, le Procureur Général de la Cour Suprême du Mali a lancé un mandat d’arrêt international contre Tiéman Hubert Coulibaly, Boubou Cissé et Mamadou Igor Diarra, tous anciens ministres du régime de l’ancien président Ibrahim Boubacar Keita. Ils sont poursuivis pour des crimes de faux et usage de faux, d'atteinte aux biens publics et de complicité de ces infractions dans l'affaire du marché public dit PARAMOUNT .

## Sources
- « Une nouvelle génération de leaders politiques » Jeune Afrique, 27 octobre 2010.